# SOHLH1
SOHLH1 (англ. spermatogenesis-and-oogenesis-specific basic helix-loop-helix containing protein 1 — сперматогенезно-оогенезный белок спираль петля спираль) — регулятор транскрипции дифференцировки зародышевой линии как у мужчин, так и у женщин.
У мужчин подавляет гены, участвующие в поддержании сперматогониальных стволовых клеток, и индуцирует гены, важные для дифференцировки сперматогониев.
У женщин координирует дифференцировку яйцеклеток, не влияя на мейоз.
Дефицит SOHLH приводит к преждевременному и неостанавливающемуся мейозу в клетках.
Спираль-петля-спираль (basic helix-loop-helix, bHLH) — это базовый структурный мотив, имеющийся у многих белков, принадлежащих к суперсемейству димеризующихся факторов транскрипции. Эти белки и называют bHLH белками. Такая структура облегчают связывание молекул ДНК. В белковом мотиве, одна спираль меньше и, благодаря гибкости петли, позволяет димеризоваться путём фолдинга и упаковки против другой спирали (димер — белок состоящий из двух молекул). Большая спираль обычно содержит участки связывания ДНК.
Транскрипционные факторы bHLH являются гетеродимерными (Гетеродимер образуется двумя различными макромолекулами, в то время как Гомодимер — двумя одинаковыми молекулами). Поэтому их активность часто сильно регулируется димеризацией субъединиц. Экспрессия или доступность одной субъединицы часто контролируется, тогда как другая субъединица конститутивно экспрессируется. Многие из известных регуляторных белков, таких как белок Drosophila extramacrochaetae, имеют структуру спираль-петля-спираль, но не имеют базовой области, что делает их неспособными самостоятельно связываться с ДНК. Они, однако, способны образовывать гетеродимеры с белками, которые имеют структуру bHLH, и таким образом дезактивируют свои способности в качестве факторов транскрипции.
Не следует путать этот белковый структурный мотив с другим, похожим структурным мотивом белков — «спираль-поворот-спираль», которая также связывается с ДНК, но намного сильнее, а проворачиваемая вокруг оси петля, позволяет ей вступать в ряд межмолекулярных взаимодействий, таких как водородные мостики и вандервальские силы между аминокислотами и основаниями ДНК.